# DB SCHENKERhangartner
DB SCHENKERhangartner war bis 2011 die Bezeichnung eines Produktes für den Kombinierten Verkehr der Schenker AG. Dabei wird der Vor- und Nachlauf mit LKW durchgeführt, während der Hauptlauf mit Ganzzügen auf der Schiene erfolgt. Der Produktname enthält die 2010 mit der Schenker Schweiz AG fusionierte Hangartner AG, die ein international tätiges Schweizer Speditions- und Logistikunternehmen war.

## Geschichte
Das Unternehmen wurde 1890 in Aarau als Pferdefuhrwerksunternehmen gegründet. Im Laufe der Zeit hat sich daraus eines der bedeutendsten europäischen Speditionsunternehmen entwickelt. Im Jahr 1980 erfolgte der Einstieg in den Intermodalen Verkehr.
Ende 2001 verkaufte der bisherige Alleininhaber Kaspar Hangartner zunächst 7,5 Prozent seiner Aktien an die Tochtergesellschaft der Deutschen Bahn DB Cargo. Anfang Oktober 2002 verkaufte er aus Altersgründen alle Anteile an DB-Cargo mit dem Ziel, die Eigenständigkeit des Unternehmens zu erhalten. 2005 wurde Hangartner von dem DB-Tochterunternehmen Schenker AG übernommen und im DB-Konzern im Geschäftsfeld DB Schenker Logistics unter der Markenbezeichnung DB SCHENKERhangartner geführt. Nachdem die Aktiengesellschaft 2010 mit der Schenker Schweiz AG fusioniert wurde, erfolgte am 23. Juni 2010 ihre Löschung aus dem schweizerischen Handelsregister.
Die Hangartner AG war zuletzt in zehn europäischen Ländern mit 24 Niederlassungen vertreten und insbesondere auf der europäischen Nord-Süd-Achse zwischen Skandinavien, Deutschland, Schweiz und Italien tätig, auf der sie 4.000 Ganzzüge im Jahr beförderte. Hierbei nutzte sie im Alpen querenden Transitverkehr vor allem den unbegleiteten Kombinierten Verkehr. Die Feinverteilung erfolgte per LKW. Die Unternehmensgruppe beschäftigte im Jahr 2007 rund 470 Mitarbeiter und erwirtschaftete 2006 einen Umsatz von 180 Millionen Schweizer Franken.
2011 wurden die schienenaffinen Marken DB SCHENKERhangartner und "DB SCHENKERrailog" unter dem Dach der TRANSA Spedition GmbH zusammengefasst. Der Name "Hangartner" wird seitdem nicht mehr verwendet.